# Панджшерський конфлікт
35°16′00″ пн. ш. 69°28′00″ сх. д. / 35.26667° пн. ш. 69.46667° сх. д.
Конфлікт у Панджшері — це збройний конфлікт між колишньою Ісламською республікою Афганістан, включаючи Фронт національного опору та інші групи і Ісламським еміратом Афганістан, який контролюється талібами. 17 серпня 2021 року Амрулла Салех вступив на пост президента Афганістану і оголосив Талібану.. 26 серпня було оголошено коротке припинення вогню. 1 вересня переговори зірвалися, і бойові дії відновились, коли таліби атакували позиції опору. 6 вересня таліби заявили про повний контроль над провінцією Панджшер, бойовики Опору відступили в гори, щоб продовжити бої в провінції.

## Історія
Колишня Ісламська Республіка Афганістан де-факто контролює долину Панджшер, яка значною мірою межує з провінцією Панджшер.
Більшість населення долини складають етнічні таджики, тоді як більшість талібів — пуштуни.
Долина добре відома своїм природним захистом. Оточена горами Гіндукушу, Панджшер ніколи не був під контролем СРСР під час вторгнення 1980-х років, а також до Талібану під час громадянської війни 1990-х років. Панджшер також був частиною Північного альянсу.

## Салех та Масуд
17 серпня 2021 року Салех, посилаючись на Конституцію Афганістану, оголосив себе президентом Афганістану з долини Панджшир і пообіцяв продовжувати боротьбу проти талібів звідти. Його претензії на пост президента підтримали Ахмад Масуд та міністр оборони Ісламської Республіки Афганістан Бісмілла Хан Мохаммаді разом з Посольством Ісламської Республіки Афганістан у Душанбе. 23 серпня 2021 року Масуд вступив у контакт з неназваними американськими законодавцями.

## Розташування сил

### Ісламська Республіка Афганістан та ополченці проти Талібану
До падіння Кабула до Панджеру почали переміщувати військову техніку з прилеглих районів, включаючи гелікоптери та бронетехніку. Там до них приєдналися командири та солдати Національної армії Афганістану, включаючи спецпризначенців, колишніх моджахедів, які раніше служили покійному батькові Ахмада Масуда, Ахмаду Шаху Масуду, та іншим борцям проти Талібану. Більшість із них перегрупувалися в районі Андараб провінції Баглан, а потім втекли з Кундуза, Бадахшана, Тахара та Баглана до Панджшеру. До 22 серпня 2021 року Ахмад Масуд стверджував, що зібрав у долині близько 9000 бійців.
Існують відмінності між силами, лояльними до Салеха, і силами, вірними Ахмаду Масуду, оскільки перші є жорсткими антиталібами та антипакистанцями, тоді як останні підтримували хороші відносини з Пакистаном, який у свою чергу підтримує Талібан. Як наслідок, Масуд виявив більше бажання до перемовин із талібами. До 22 серпня 2021 Опір також підтвердив, що кілька місцевих ополченців почали самостійно боротися з талібами, незалежно від сил, що базуються в Панджері. За словами Ясіна Зії, опір уже забезпечив доступ до п'яти гелікоптерів, які раніше використовувалися афганськими військовими.
23 серпня 2021 року повідомлялося, що у розпорядженні опору опинився БМ-21 «Град».

### Ісламський Емірат Афганістан
Оцінка Центру боротьби з тероризмом Військової академії США, зроблена до падіння Кабула, оцінила чисельність талібів у всьому Афганістані в 60 тис. і до 200 тис. нерегулярних сил. Через швидку капітуляцію афганської національної армії таліби отримали значні запаси американської армії, включаючи бронетехніку та бойові літаки. Талібан залишається рухом, що складається з безлічі різних підгруп, цілі, стратегії, переконання та лояльність яких змінюються.

## Хронологія

### Виникнення опору Панджшеру та перші повстання проти талібів
Приблизно 17 серпня 2021 залишки Афганської національної армії почали збиратися в долині Панджшер за наполяганням Масуда, разом із місцевими цивільними людьми. У той час долина була в облозі з усіх боків, але не зазнала прямого нападу. 18 серпня 2021 року в Центрі екстреної хірургічної допомоги жертвам війни в Анабі в Панджширі зростає кількість осіб, які надходять з військовими пораненнями. До 22 серпня сили Ахмада Масуда були зосереджені переважно на захисті Панджшера, а також на навчанні.
17 серпня 2021 року була здійснена спроба до переговорів, і Салех закликав до «мирної угоди» з талібами. 18 серпня посол Ісламської Республіки Афганістан у Таджикистані Мохаммад Захір Агбар заявив про можливість включення талібів до коаліційного уряду як кроку до миру.
18 серпня 2021 року місцеві звіти з провінції Парван повідомляли, що сили Салеха захопили Чарікар у бійців талібів, що перебували в цьому районі. Крім того, були повідомлення про перестрілки поблизу перевалу Саланг. Наступного дня було опубліковано відео, на яких були зображені місцеві бійці з прапорами старого антиталібанського Північного альянсу, який проходив вулицями Чарікара.
20 серпня 2021 року бійці опору знову захопили райони Андараб, Пулі- Гісар та Діх-Салах у провінції Баглан, таліби стверджували, що 15 їхніх солдатів були вбиті, а інші джерела повідомляли, що до 60 бійців Талібану було вбито або поранено і два десятка опинилися в полоні. Три райони пережили заколот під проводом начальника місцевої поліції після того, як таліби провели обшуки в будинках місцевих жителів.
20 серпня повідомлялося, що сили на чолі з Абдулом Хамідом Дадгаром повернули Андараб.
21 серпня 2021 року повідомлялося, що представники Панджшера зустрічаються з членами Координаційної ради Абдулою Абдуллою та Хамідом Карзаєм, щоб обговорити ситуацію та безпеку афганців.
Джерело з опору Панджширу в результаті підтвердило причетність до операцій у провінції Баглан і заявило, що вони планують захопити північну магістраль, яка може дозволити їм зв'язатися з Таджикистаном та Узбекистаном. 22 серпня 2021 року, що бойовики «Талібану» були направлені в район Кешнабад в Андарабі з метою викрадення дітей бійців сил опору.

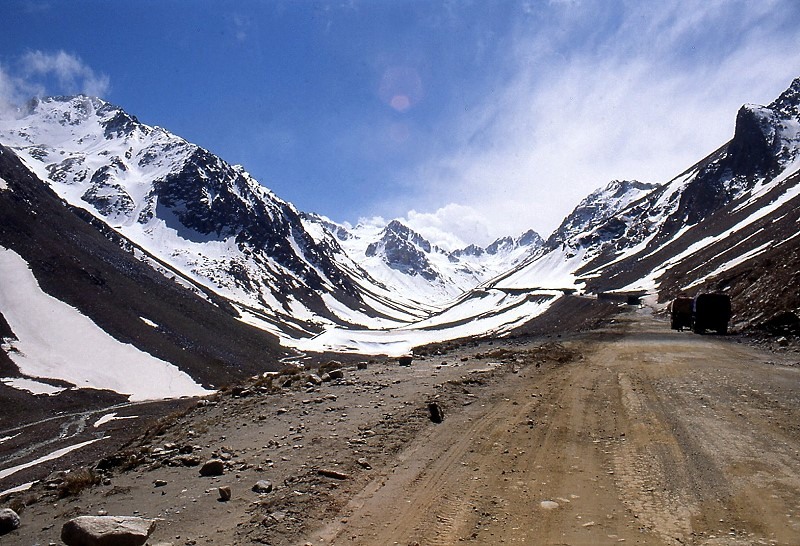
18 серпня 2021 року сили Ісламської Республіки боролися з Ісламським Еміратом за контроль над перевалом Саланг (на фото 2005)

22 серпня 2021 представник талібів звернувся до посольства Росії в Афганістані з проханням звернутися до лідерів із Панджшеру для посередництва. Представник опору Алі Майсам Назарі повідомив агентству France-Presse, що група Ахмада Масуда вважатиме за краще мирне вирішення конфлікту за умови, що майбутній уряд запровадить систему «децентралізації» та «рівних прав» по всій країні. 23 серпня 2021 року представник Талібану Забіхулла Моджахед заявив, що поки бійці «Талібану» направляються в Панджшер, таліби готові шукати мирні засоби для припинення конфлікту.
Також Ісламський Емірат поставив опозиційним силам чотиригодинний ультиматум про капітуляцію. У заяві Аль-Арабії Масуд відкинув ультиматум. У відповідь МЕА оголосила, що сотні бійців направлені до Панджшеру. 23 серпня 2021 року повідомлялося, що переговори між представниками Талібану та лідерами Панджширу не дали результату. Алі Майсам Назарі, речник Опору, заявив, що таліби висунули вимоги до Масуда не приймати вибори з централізованим урядом, що Масуд відхилив, оскільки хотів, щоб майбутній уряд був децентралізованим, з дотриманням прав громадянина та напівавтономії.
23 серпня 2021 року таліби стверджували, що окупували всі три райони в Баглані, які тиждень тому було визволено силами опору: район Діх-Салах, Пул-е- Гісар та Андараб. Повідомлялося, що під час бойових дій загинув начальник округу «Талібан», що перебував у Андарабі. За даними Deccan Herald, 24 серпня 2021 року бойовики опору знову взяли під контроль райони Бану і Діх Салах, тоді як Пулі Хісар залишився під контролем талібів. Салех публічно попередив, що бійці «Талібану» в Андарабі блокують гуманітарну допомогу цивільним особам, які намагаються втекти від боїв, і назвав це гуманітарною катастрофою. Наступного дня сили Масуда стверджували, що потрапили в засідку колони талібів в Андарабі, зруйнувавши критичний міст і завдавши значних втрат талібам.
24 серпня 2021 року майор Вазір Акбар, колишній афганський спецпризначинець, який приєднався до бойовиків опору на базі Панджширу, повідомив про спробу вторгнення талібів на перевал Анжуман через провінцію Бадахшан, що було відбито з великими жертвами талібів.

### Перемир'я та сутички
26 серпня 2021 року було оголошено про припинення вогню з талібами, і опір почав переговори. Представник «Талібану» Забіхулла Моджахед заявив, що «на 80 % впевнений у вирішенні проблеми без війни в долині Панджшер». 29 серпня 2021 року представники Панджшеру заявили, що немає жодних бійців Талібану, які намагаються увійти до Панджшеру, не спростували, спростувавши інформацію Анаамулли Самангані, яка є членом Комісії з питань культури Талібану. 1 вересня 2021 року повідомлялося, що переговори про припинення вогню провалилися.
26 серпня 2021 року почалися запеклі бої між силами опору й талібами. Понад 200 бойовиків Талібану були вигнані з долини, а деякі були захоплені в полон. Національний фронт опору (NRF) також звільнив райони Поль-е-Гесар, Дех Салах і Бану.
29 серпня 2021 року інтернет та телекомунікаційні послуги у всій провінції Панджшир було заблоковано за наказом талібів.
30 серпня 2021 року бійці Панджшеру зробили засідку на бійців Талібану, які намагалися прорватися до Панджшеру з Андарабу.

### Наступ талібів та повстання в центрі Афганістану

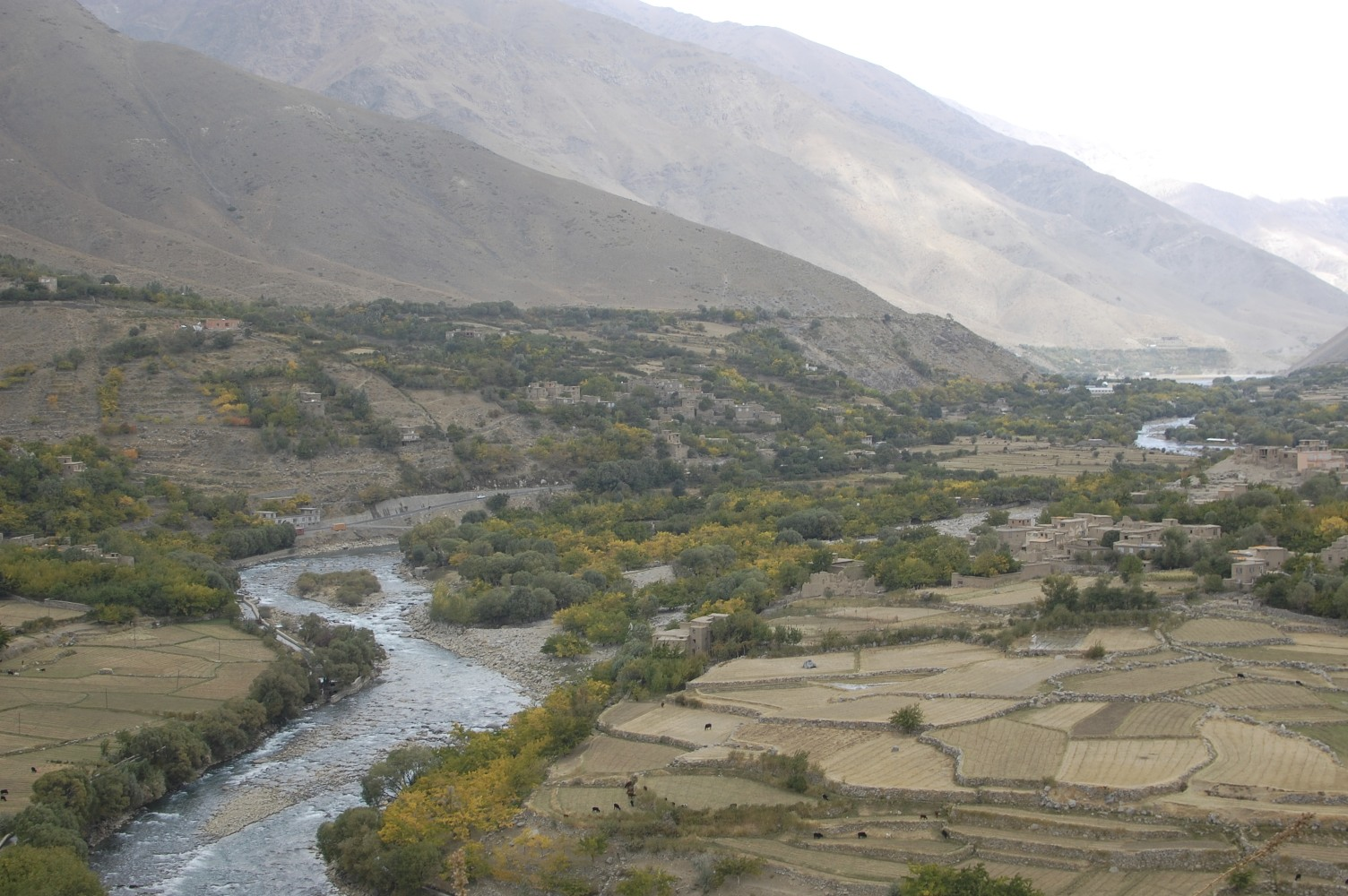
Долина Панджшер, осередок опору проти талібів, надзвичайно важка територія для підкорення

31 серпня 2021 року бойовики «Талібану» розпочали наступ проти Національного фронту опору в провінціях Баглан, Панджшир і Парван. Джерела антиталібів стверджували, що у наступ брали участь війська «Аль-Каїди». Заяву було підкріплено відеоматеріалами, у яких бійці талібів чули, як вони розмовляють мовами не рідного або місцевого характеру, такими як арабська. Джерела повідомили, що наступ розпочався, коли таліби й їхні партнери були помічені на вході в Гульбахар і перекрили центральну дорогу контейнером. Сили «Талібану» знову захопили район Діх Салех у Баглані, що дозволило їм безпосередньо атакувати Панджшер. Перший штурм талібів через перевал Хавак, що з'єднує провінції Баглан і центральну провінцію Панджшир, не вдався. Представник NRFA Фахім Дашті сказав, що атака, ймовірно, була зроблена для перевірки оборони району. Війська талібів також почали атакувати південний Панджшир з Гулбахару, в результаті чого почалися запеклі бої. Незважаючи на чисельну перевагу над захисниками, «Талібану» не вдалося прорватися.
1 вересня 2021 голова комісії талібів з питань керівництва та заохочення мулла Амір Хан Мотакі заявив, що переговори не принесли успіху. Він поклав провину на керівництво опору в Панджшері, заявивши, що в долині все ще є деякі люди, які «не хочуть, щоб проблеми вирішувалися мирним шляхом». Він також сказав, що «Талібан» обрав вихідця з провінції своїм бажаним губернатором. Незважаючи на те, що таліби перекрили інтернет у Панджшері, прес-секретар Панджширського опору Фахім Дашті зумів провести інтерв'ю перською мовою з ВВС, в якому він заявив, що переговори провалилися через принципову різницю цілей між двома сторонами. За його словами, опір Панджшера мав намір витягнути зобов'язання та гарантії захисту свобод та прав людини та політичних прав етнічних та релігійних меншин, а також жінок. участь опозиції Панджшер в уряді, очолюваному талібами, що задовольнило б опір.
2 вересня 2021 року джерела Панджшера стверджуівли, що 13 бійців Талібану загинули під час засідки в районі Чікрінов. Незважаючи на те, що наступ зупинився до цього моменту представник талібів сказав, що долина оточена всіма чотирма напрямками і що «перемога панджшерського опору» неможлива ". Тим часом «Талібан» стверджував, що пройшов до району Шотул у Панджшері, але не надав доказів. Аналітики вважали, що таліби, ймовірно, просунулися ненадовго, перш ніж їх знову відкинули. Невеликий напад талібів на перевал Анджуман на півночі Панджширу було легко відбито силами опору. Крім того, місцеві сили проти Талібану з Андараба стверджували, що повернули вирішальний Хавакський перевал.
Тим часом спалахнули повстання в провінціях Вардак і Дайкунді, де проживає багато хазарейців, етнічної групи, яка раніше була дискримінована талібами. Таліби почали звертатися до спільноти хазарейців, обіцяючи поважати їх права та традиції. Відповідно, ситуація у Вардаку та Дайкунді є складною, оскільки керівники місцевих ополченців допомагали захопленню талібів, незважаючи на несхвалення більшої частини населення. У Дайкунди в Хадір району, повстання спалахнуло після спроби роззброїти місцевих жителів. Почалися бої між талібами, прореспубліканськими хазарейцями та проталібськими хазарейцями. Місцеві ополченці почали робити засідки на війська талібів.

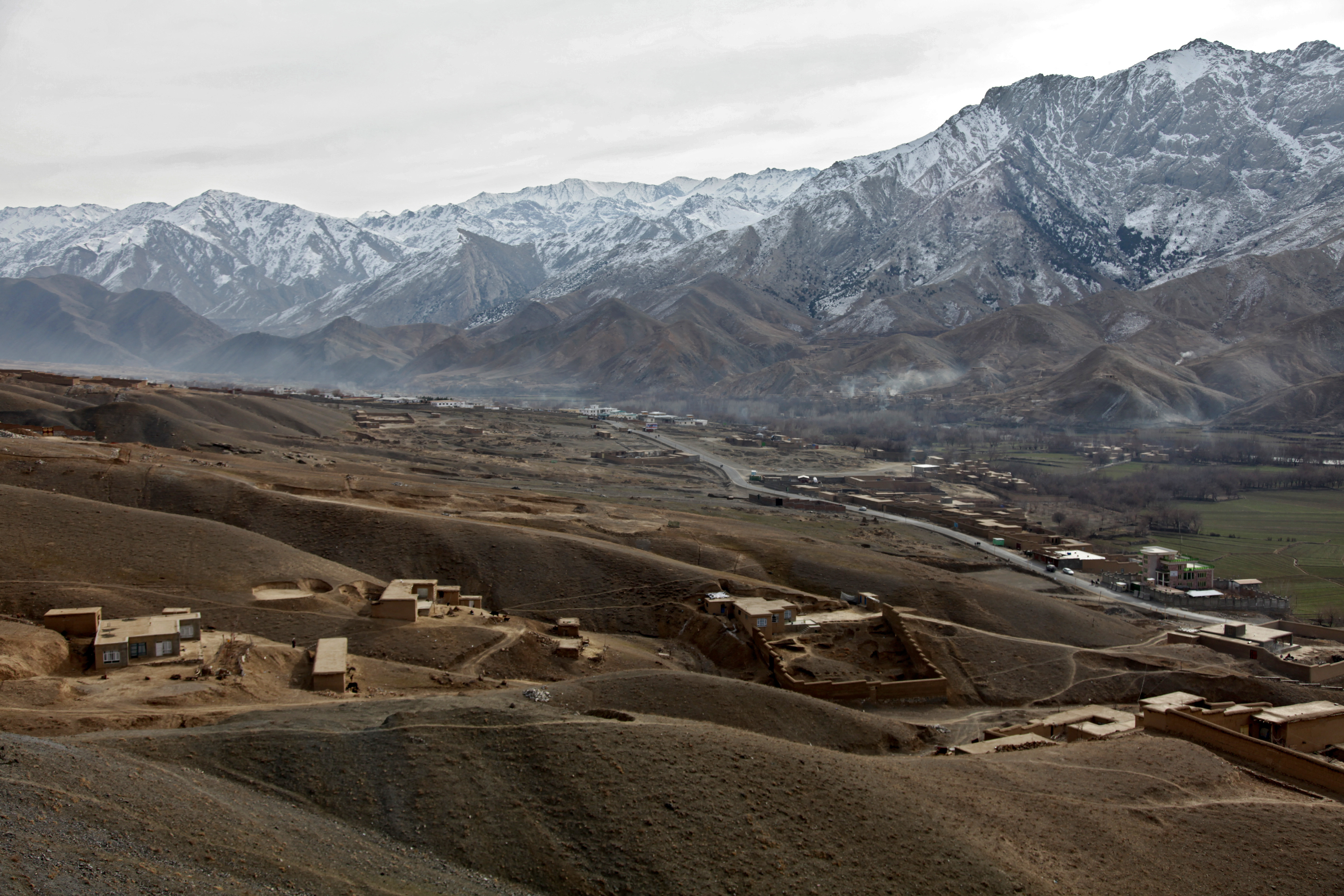
До 4 вересня сили Талібану досягли Анаби (на фото 2010)

3 вересня «Талібан» стверджував, що захопив долину Панджшер, проте без доказів. Прес-секретар Опору заявив, що ситуація була «складною», але напад талібів призвів до численних жертв серед їхніх військ. Італійська організація медичної допомоги, що діє в цьому районі, підтвердила, що таліби підійшли до Анаби; таліби стверджували, що захопили райони Хендж та Унаба. NRF відповіли, заявивши, що їм вдалося оточити ще більше військ талібів, які наразі нараховують тисячі, на перевалі Хавак та Даште Ревак. 5 вересня обидві сторони досягли певних успіхів: NRF змогла змусити сотні оточених бійців Талібану капітулювати, а NRF стверджувала, що захопила до 1500 осіб. Своєю чергою, місцеві журналісти підтвердили, що таліби захопили обидва райони Руха та Парян, тоді як речник НРФ Фахім Дашті загинув у бою. Таліби також стверджували, що просунулися в столицю Панджшира Базарак. Репортер The Times, який супроводжував «Талібан», свідчив, що більша частина долини, на цей момент перебувала під контролем талібів, хоча групи сил Опору продовжували наносити удари по Талібану за лінією фронту. Масуд заявив у Facebook, що він підтримує пропозиції місцевих релігійних лідерів вести переговори про мирне вирішення конфлікту. Пакистанський журналіст та регіональний експерт Ахмед Рашид стверджував, що таліби чітко заявили, що вони не будуть «терпіти того, про що [Масуд] просить, а це напівавтономний регіон у долині Панджшир». Керівництво Талібану дійсно відхилило пропозицію Масуда щодо переговорів, заявивши, що воно погодиться лише на капітуляцію НРФ.
6 вересня, після важких боїв, що призвели до значних втрат з обох сторін, таліби заявили про захоплення всього Панджшеру, прапор Талібану підняли біля кабінету губернатора в Базараку. Повідомляється, що решта військ NRF відступили в гори, при цьому таліби заявили, що багато втекли з регіону. Массуд стверджував, що перебуває в безпечному місці. Алі Назарі, керівник закордонних справ групи опору, сказав, що Ахмед Масуд все ще в Афганістані. Спочатку NRF стверджувала, що все ще оскаржує завоювання талібами Панджширу стверджуючи, що бійці опору все ще присутні на стратегічних позиціях у долині, продовжуючи свою боротьбу.

## Іноземна участь

### Нейтральна
Станом на 23 серпня громадська підтримка опору з боку міжнародного співтовариства не надходила. На початку конфлікту США та інші потенційні союзники були зосереджені на евакуації з Кабулу, що вимагало співпраці з талібами. Оприлюднений Массудом у The Washington Post запит про підтримку Заходу може бути свідченням відсутності ентузіазму (щодо опору) уряду США.

### Підтримка Опору
27 серпня 2021 року таджики з Кулоба в Таджикистані почали збирати сили до боротьби з талібами, незважаючи на попередження таджицьких чиновників про те, що це може бути визнано незаконним.
Еріка Сімпсон, президент Канадської асоціації досліджень миру, заявила, що для країни потенційно ризиковано публічно підтримувати опір зсередини Афганістану, і припустила, що краще підтримувати групи опору проти талібів за кордоном.
6 вересня речник МЗС Ірану Саїд Хатібзаде рішуче засудив напад талібів на долину Панджшир.

### Підтримка Талібану
Згідно з доповіддю India Today, колишній депутат Самангану Зія Аріанджад заявила 6 вересня, що сили опору зазнали бомбування безпілотниками ВПС Пакистану за допомогою керованих бомб. Пакистанські спецслужби допомагали талібам в нападі на опір. Видання посилається на аналітика оборони Бабака Тагвае та губернатора Панджшира Камалуддіна Незамі, які стверджують, що безпілотники ВПС Пакистану бомбили сили Опору. Таліби заперечили дані про підтримку Пакистану. Представники Опору повідомили, що журналіст та речник NRF Фахім Дашті був убитий 6 вересня в районі Анаба під час зіткнення, включаючи атаку безпілотників ВПС Пакистану.

### Аналіз
Журналісти Карлотта allалл та Адам Носсітер писали в The New York Times, що міжнародне співтовариство опинилося б у скрутному становищі, якби вони виявили певну підтримку опору через авіаперевезення. Абдул Матін Бейк припустив, що інші сили проти Талібану чекають, чи зможуть бойовики на базі Панджшеру чинити опір до кінця, чи продовжуватимуть розглядати переговори з Талібаном. Він припускає, що їхні успіхи можуть надихнути інших зробити те саме.
6 вересня речник МЗС Ірану засудив напад талібів на Панджшер. Прес-секретар також засудив будь-яке втручання іноземців у внутрішні справи Афганістану, непрямо припустивши причетність Пакистану до Афганістану.